# Casino del Centre
El Casino del Centre és una entitat cultural sense ànim de lucre del municipi de l'Hospitalet de Llobregat (Barcelonès), fundada el 1873 per pagesos benestants de l'Hospitalet, amb seu en l'edifici del mateix nom.
L'edifici que l'acull forma part de l'Inventari del Patrimoni Arquitectònic de Catalunya, es troba protegit com a bé cultural d'interès local i està catalogat en el Pla Especial de Protecció del Patrimoni Arquitectònic de l’Hospitalet de Llobregat (PEPPA) de l'any 2001.
El 2023, coincidint amb el seu 150è aniversari, el Govern de Catalunya li atorgà la Creu de Sant Jordi.

## Edifici
És un edifici amb coberta a quatre vessants que consta de planta baixa, un pis i terrat. A la planta baixa s'obren cinc obertures, la del centre més ample, les dues següents una mica més estretes i les dels extrems encara més estretes. Totes són d'arc rebaixat i estan emmarcades per unes motllures decoratives. Als extrems del primer pis, l'arrebossat fa la forma de carreus. Una cornisa motllurada separa la planta baixa del primer pis. En la planta noble s'obren tres portes allindanades que donen pas a tres balcons; les obertures estan decorades amb un frontó semicircular. En aquest pis hi ha quatre pilastres d'ordre jònic que aguanten un fris amb tríglifs i mètopes. Per sobre hi ha el mur que fa de barana del terrat, amb la part central sobrealçada, emmarcada per pilastres, i amb l'emblema del Casino pintat al centre. Al costat esquerre hi ha una petita ampliació que trenca la simetria de la façana. A l'interior hi ha un cafè i unes sales de teatre. A l'exterior, davant la façana principal hi ha un petit pati.
Va ser edificat el 1874, com diu la data que es pot llegir a una llosa que hi ha a sobre de la porta principal. Va ser fundat com una entitat cultural i d'esbarjo. El 1920 es bastí un envelat, per a la Festa Major, al pati del Casino i dins era on se celebraren uns Jocs Florals en els quals fou guardonat Josep Carner.

## Entitat
El Govern de la Generalitat de Catalunya li hconcedí el 2023 la Creu de Sant Jordi per la seva remarcable acció cultural i social, en ser una entitat viva i arrelada a l’Hospitalet que ha esdevingut un equipament central per a la ciutat, en l'any en què l'entitat celebra el seu 150è aniversari. Al llarg d’aquests més de cent anys d’història l’entitat ha acollit diverses activitats i institucions de caràcter associatiu, que l’han convertit en un destacat dinamitzador dintre del teixit social del barri del Centre de l’Hospitalet. La seva àmplia proposta de grups i activitats culturals i populars, que s'ha mantingut sempre activa al llarg de la seva història, l’han confirmat com un gran difusor de la tradició, la cultura i la llengua catalanes.